# Беннигсен, Александр Адамович
Александр Адамович Беннигсен (20 марта 1913, Санкт-Петербург — 3 июня 1988, Париж) — французский востоковед-советолог.

## Биография
Сын Адама Павловича Беннигсена и Феофании Владимировны Хвольсон (1887—1969). Внук детской писательницы Анны Борисовны Хвольсон, правнук востоковеда Даниила Авраамовича Хвольсона.
После революции семья Беннигсен эмигрировала из Советской России в Эстонию, а в 1924 году поселилась в Париже.
Окончил Высшую школу восточных языков.
В 1939—1940 годах — лейтенант 5-го драгунского полка французской армии. Во время немецкой оккупации Франции — в движении сопротивления, награжден Военным крестом и медалью Сопротивления.
Историк. Профессор Школы высших исследований, заведовал кафедрой истории ислама в неарабских странах.
В 1969 году А. А. Беннигсен переехал в США, преподавал в Чикагском университете и Висконсинском университете. Специалист по исламу в СССР. Основатель Общества по изучению Средней Азии. А.Беннигсен сформировал школу американских специалистов по мусульманству советской Средней Азии и Закавказья.
Умер в 1988 году. Похоронен на Кладбище Сент-Женевьев-де-Буа.

## Семья
Был женат на баронессе Елене Петровне Бильдерлинг (1917—1996), внучке А. П. Струкова, дочери барона Петра Александровича Бильдерлинга (1884—1935) и Ксении Ананьевны Струковой (1886—1961).
Их дети:
- Мария Александровна Беннигсен-Броксоп (1944—2012), историк и политолог[2][3]. В 1983 году соавторстве с отцом опубликовала книгу «Исламская угроза Советскому государству».
- Фанни (Феофания Александровна) Беннигсен-Брайан (род. 1946), историк, профессор Миссурийского университета.[4]
- Елизавета Александровна Беннигсен (род. 1948), историк[5].
- Петр Александрович Беннигсен (род. 1950)

### Масонство
Член парижской масонской ложи «Северное сияние» № 523 (Великая ложа Франции). Посвящён 25 марта 1939 года, возвышен в степень подмастерья 23 января 1940 года. Член ложи до войны.